# Synodontis dorsomaculatus
Synodontis dorsomaculatus là tên của một loài cá da trơn và là loài đặc hữu của Cộng hòa Dân chủ Congo. Chúng thường xuất hiện ở sông Lukusi, sông Lualaba và hồ Upemba. Loài cá này được mổ tả lần đầu tiên bởi nhà ngư học người Bỉ Max Poll vào năm 1971 dựa trên mẫu vật thu thập được ở Kadia, Kisale, Katanga, ngày nay là Cộng hòa Dân chủ Congo. Tên loài dorsomaculatus suy ra từ từ "dorso" nghĩa là "lưng", "maculatus" nghĩa là đốm. Ý chỉ những cái đốm màu tối trên lưng chúng.

## Mô tả
Tương tự như tất cả các loài trong chi Synodontis, phần xương trên đầu của nó trải rộng ra phía sau giống như tia vây đầu tiên của vây lưng và có gai cứng, có thể mở rộng ra khi mở mang. Chúng có 3 cặp râu, 1 cặp ở hàm trên, 2 cặp còn lại ở hàm dưới. Vây mỡ (phần vây nằm giữa vây lưng và vây đuôi) thì to còn vây đuôi thì chia ra làm hai.
Vây ngực và vây lưng thì có gai, và nó có thể di chuyển theo ý muốn của nó hoặc "khóa" lại tại một điểm để tự vệ. Khả năng này có được là do gai dính với những cái xương nhỏ, một khi giương cái gai lên thì không bị hạ xuống bởi áp lực ở đỉnh gai.
Hàm trên của chúng có răng hình cái đục, còn hàm dưới thì có những cái răng có thể di chuyển, hình chữ S.
Chúng có thể đạt đến chiều dài 13,7 cm (5,4 in). Nhìn chung thì những cá thể cái trong chi Synodontis thì to hơn những cá thể đực dù cùng tuổi.

## Môi trường sống và tập tính
Trong tự nhiên, loài cá này thường sinh sống ở thượng lưu hệ thống sông Lualaba và bị đánh bắt với mục địch tiêu thụ. Loài cá này được Liên minh Bảo tồn Thiên nhiên Quốc tế liệt vào danh sách những loài bị đe dọa. Nguyên nhân chính là do đánh bắt quá mức, ô nhiễm trong việc khai khoáng và dùng cây độc để đánh bắt cá. Tương tự như nhiều loài cùng chi, chúng là loài ăn tạp như ấu trùng côn trùng, tảo, động vật chân bụng, động vật giáp xác, sò và trứng của những loài cá khác. Mùa sinh sản thì có lẽ diễn ra vào mùa lũ từ tháng 7 đến tháng 10, rồi chúng bắt cặp và bơi cùng nhau đến hết mùa sinh sản. Tốc độ phát triển của chúng tăng nhanh vào năm đầu tiên rồi giảm dần theo từng năm.